# جون هارولد لوزانو
جون هارولد لوزانو (بالإسبانية: John Harold Lozano)‏ (مواليد 30 مارس 1972) هو لاعب كرة قدم. يلعب مع منتخب كولومبيا لكرة القدم. سبق له أن لعب في كأس العالم لكرة القدم مع منتخب بلاده.

## روابط خارجية
- جون هارولد لوزانو على موقع الاتحاد الدولي (مؤرشف)  (الإنجليزية)
- جون هارولد لوزانو على موقع قاعدة بيانات كرة القدم.إي يو (الإنجليزية)
- جون هارولد لوزانو على موقع ناشيونال فوتبول تيمز (الإنجليزية)
- جون هارولد لوزانو على موقع Soccerway.com (الإنجليزية)
- جون هارولد لوزانو على موقع أوليمبيديا (الإنجليزية)